# James Wyman
James « J.T. » Wyman (né le 27 février 1986 à Edina dans l'État du Minnesota aux États-Unis) est un joueur professionnel américain de hockey sur glace.

## Carrière de joueur
Après quatre saisons passées avec le Big Green de Dartmouth, il se joignit aux Bulldogs de Hamilton de la Ligue américaine de hockey au terme de la saison 2007-2008. Il avait préalablement signé un premier contrat professionnel avec les Canadiens de Montréal de la Ligue nationale de hockey.
Lors de sa première saison complète chez les professionnels, il participa à 52 parties avec les Bulldogs, mais fut aussi assigné à quelques reprises aux Cyclones de Cincinnati de l'ECHL avec lesquels il joua 15 parties y récoltant 8 points. Il joue ses trois premiers matchs dans l'uniforme du Canadien au cours de la 2009-2010, mais il passe le reste de la saison avec les Bulldogs. Le 13 juillet 2010, il signe un nouveau contrat d'une saison à deux volets avec les Canadiens.

## Statistiques
| Saison     | Équipe                  | Ligue      |    | Saison régulière | Saison régulière | Saison régulière | Saison régulière | Saison régulière |   | Séries éliminatoires | Séries éliminatoires | Séries éliminatoires | Séries éliminatoires | Séries éliminatoires |
| Saison     | Équipe                  | Ligue      | PJ | B                | A                | Pts              | Pun              | PJ               | B | A                    | Pts                  | Pun                  |                      |                      |
| 2001-2002  | Blake High-Minnesota    | HS         | 26 | 7                | 5                | 12               | 0                | -                | - | -                    | -                    | -                    |                      |                      |
| 2002-2003  | Blake High-Minnesota    | HS         | 28 | 17               | 23               | 40               | 12               | -                | - | -                    | -                    | -                    |                      |                      |
| 2003-2004  | Blake High-Minnesota    | HS         | 27 | 31               | 24               | 55               | 4                | -                | - | -                    | -                    | -                    |                      |                      |
| 2004-2005  | Big Green de Dartmouth  | NCAA       | 33 | 5                | 6                | 11               | 4                | -                | - | -                    | -                    | -                    |                      |                      |
| 2005-2006  | Big Green de Dartmouth  | NCAA       | 28 | 8                | 12               | 20               | 6                | -                | - | -                    | -                    | -                    |                      |                      |
| 2006-2007  | Big Green de Dartmouth  | NCAA       | 33 | 13               | 11               | 24               | 20               | -                | - | -                    | -                    | -                    |                      |                      |
| 2007-2008  | Big Green de Dartmouth  | NCAA       | 29 | 15               | 15               | 30               | 18               | -                | - | -                    | -                    | -                    |                      |                      |
| 2007-2008  | Bulldogs de Hamilton    | LAH        | 8  | 0                | 1                | 1                | 5                | -                | - | -                    | -                    | -                    |                      |                      |
| 2008-2009  | Cyclones de Cincinnati  | ECHL       | 15 | 0                | 8                | 8                | 4                | -                | - | -                    | -                    | -                    |                      |                      |
| 2008-2009  | Bulldogs de Hamilton    | LAH        | 52 | 6                | 5                | 11               | 8                | 6                | 0 | 1                    | 1                    | 2                    |                      |                      |
| 2009-2010  | Bulldogs de Hamilton    | LAH        | 76 | 17               | 20               | 37               | 12               | 19               | 1 | 3                    | 4                    | 2                    |                      |                      |
| 2009-2010  | Canadiens de Montréal   | LNH        | 3  | 0                | 0                | 0                | 0                | -                | - | -                    | -                    | -                    |                      |                      |
| 2010-2011  | Bulldogs de Hamilton    | LAH        | 80 | 18               | 18               | 36               | 36               | 20               | 3 | 5                    | 8                    | 8                    |                      |                      |
| 2011-2012  | Admirals de Norfolk     | LAH        | 29 | 6                | 6                | 12               | 6                | -                | - | -                    | -                    | -                    |                      |                      |
| 2011-2012  | Lightning de Tampa Bay  | LNH        | 40 | 2                | 9                | 11               | 8                | -                | - | -                    | -                    | -                    |                      |                      |
| 2012-2013  | Lightning de Tampa Bay  | LNH        | 1  | 0                | 0                | 0                | 0                | -                | - | -                    | -                    | -                    |                      |                      |
| 2012-2013  | Crunch de Syracuse      | LAH        | 76 | 13               | 25               | 38               | 34               | 18               | 3 | 4                    | 7                    | 11                   |                      |                      |
| 2013-2014  | Monsters du lac Érié    | LAH        | 66 | 7                | 15               | 22               | 31               | -                | - | -                    | -                    | -                    |                      |                      |
| 2014-2015  | Ice Tigers de Nuremberg | DEL        | 44 | 2                | 5                | 7                | 22               | 8                | 0 | 1                    | 1                    | 6                    |                      |                      |
| Totaux LNH | Totaux LNH              | Totaux LNH | 44 | 2                | 9                | 11               | 8                | -                | - | -                    | -                    | -                    |                      |                      |